# Moravský Žižkov
Moravský Žižkov, bis 1913 Žižkov (deutsch Zischkow) ist eine Gemeinde in Tschechien. Sie liegt zehn Kilometer nördlich von Břeclav und gehört zum Okres Břeclav.

## Geographie

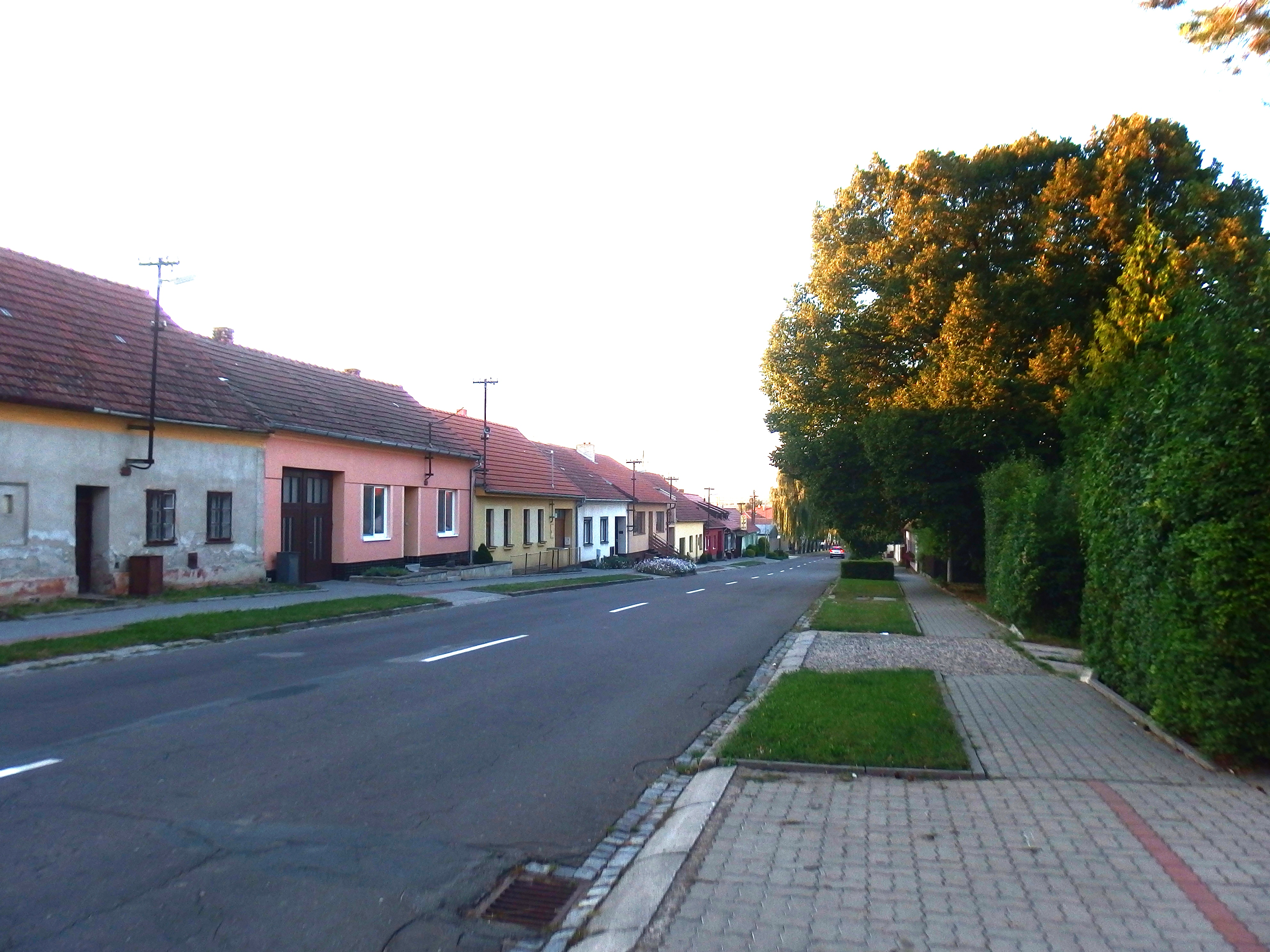
Straße in Moravský Žižkov

Das südmährische Agrardorf befindet sich nordwestlich der Stadt Velké Bílovice. Das Dorf ist zu allen Seiten von Weinbergen, Obstgärten und Ackerboden umgeben. In Moravský Žižkov gibt es auch ein Teich, der vom Bach Prušánka durchflossen wird. Durch Moravský Žižkov führt die Staatsstraße 422 von Valtice nach Kyjov, südwestlich verläuft die Trasse der Autobahn D2 mit der Abfahrt Podivín.
Nachbarorte sind Velké Bílovice, Prušánky, Nový Podvorov und Ladná.

## Demographie
| Jahr | Häuserzahl | Einwohnerzahl |
| ---- | ---------- | ------------- |
| 1788 | 50         | 210–260       |
| 1820 | 75         | 400           |
| 1834 | 77         | 473           |
| 1870 | 92         | 579           |
| 1900 | 135        | 861           |
| 1910 | 157        | 950           |
| 1921 | 187        | 1.011         |
| 1930 | 222        | 1.112         |
| 1948 | 235        | 1.259         |
| 1962 | 330        | 1.460         |
| 1980 | 437        | 1.458         |
| 1991 | 424        | 1.410         |